# Oggebbio
Oggebbio é uma comuna italiana da região do Piemonte, província do Verbano Cusio Ossola, com cerca de 799 habitantes. Estende-se por uma área de 20 km², tendo uma densidade populacional de 40 hab/km².
Faz divisa com Aurano, Brezzo di Bedero (VA), Cannero Riviera, Castelveccana (VA), Ghiffa, Porto Valtravaglia (VA), Premeno, Trarego Viggiona.

## Demografia
| Variação demográfica do município entre 1861 e 2011                               |
|                                                                                   |
| Fonte: Istituto Nazionale di Statistica (ISTAT) - Elaboração gráfica da Wikipedia |